# Saft el-Henna
Saft el-Henna (auch Saft el-Hinna, Saft el-Henne; altägyptisch Hut-nebes/Iat-nebes) ist der arabische Name der altägyptischen Hauptstadt des 20. unterägyptischen Gaues Per Sopdu. 
Der Ort lag etwa sieben Kilometer südöstlich des heutigen Zagazig im Gouvernement Asch-Scharqiyya und führte den Beinamen Tor des Himmels.

## Lokalgottheiten
In Saft el-Henna war die Göttin „Herit-[…]-m-Iat-nebes“ als Vorsteherin von Iat-nebes beheimatet. Ikonografisch trat sie als falkenköpfige Uräusschlange mit einer am Kopf befindlichen Straußenfeder in Erscheinung. 
Daneben galt unter anderem Iat-nebes als einer der Heimatorte der Götter Schu, Sopdu und Atum.

## Naos der Dekaden

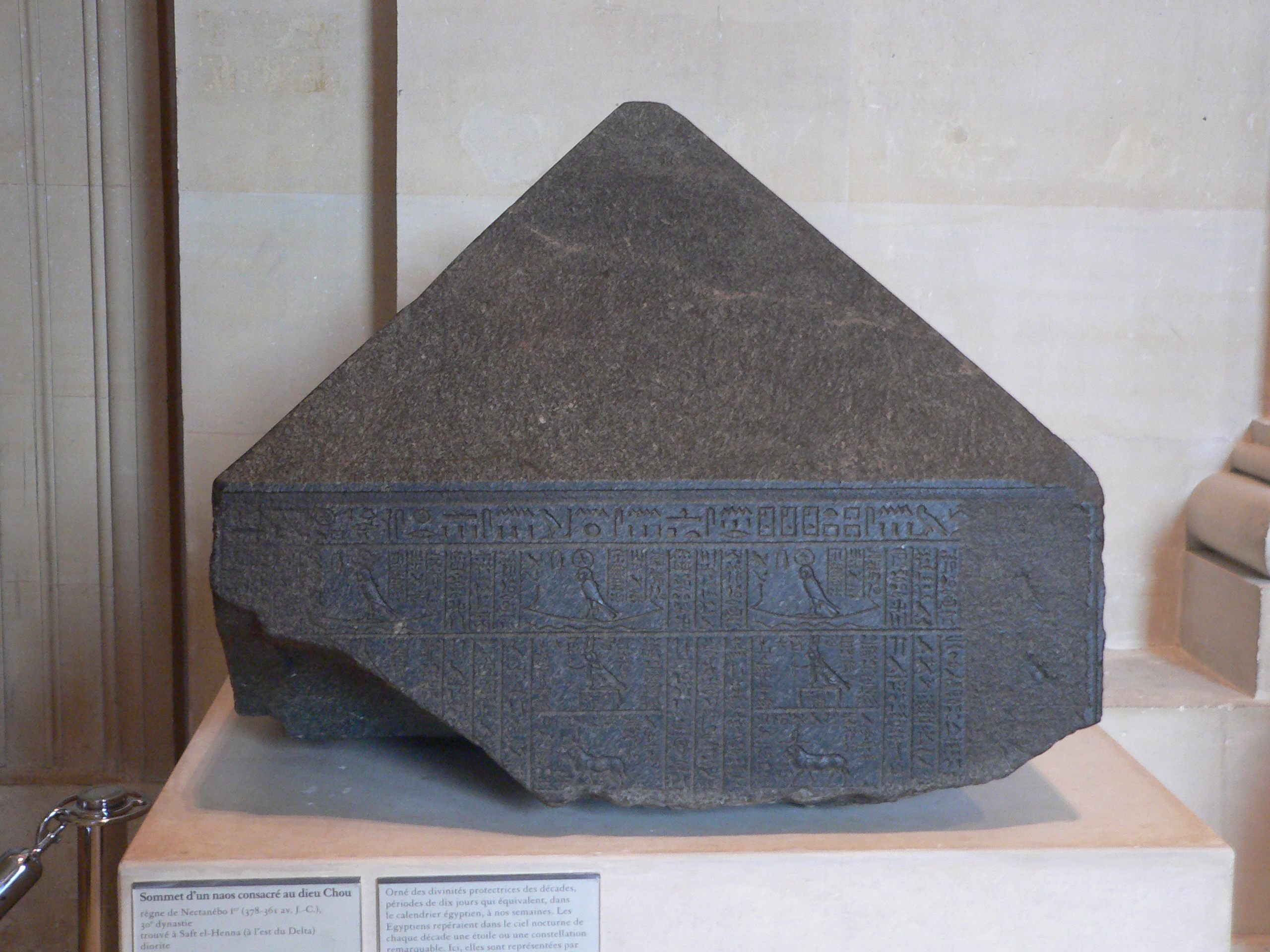
Pyramidion des Naos der Dekaden (Louvre)

Das 1777 von Sonnini in Abukir geborgene Pyramidion des Naos der Dekaden stand ursprünglich in einem Sanktuar in Saft el-Henna. Ein mit ähnlichen Motiven gestalteter Naos der Göttin Tefnut ist bis heute verschollen. Er befand sich in einem anderen Raum selbigen Heiligtums. 1817 gelangte das Pyramidion des Naos der Dekaden in den Louvre zu Paris. 
Die auf dem Naos angebrachten astrologischen Inschriften beziehen sich auf die 36 Dekaden des Jahres und geben wertvolle Hinweise zum ägyptischen Kalender. Der altägyptische Ortsname leitete sich wahrscheinlich von der mythologischen Vorstellung ab, dass sich in Saft el-Henna das Duat-Tor befand, aus welchem der Sonnengott Re jeden Morgen aufsteigt:

„Iat-nebes, das Tor des Himmels. Wenn Re aufgeht, wendet sich sein Gesicht dem Haus des […] zu… […]. 36 Sterne, die Baktiu Himmel, Erde und Duat sind ihrer Aufstellung unterworfen. Sie gehen auf und lassen sich nieder an den Häusern von Iat-nebes. […], die veranlassen, dass das Überschwemmungswasser herauskommt…Was den nordöstlichen See von Iat-nebes anbelangt, das ist die Duat der Chatiu-Dämonen. Das Gelangen der Götter zum Himmel führt durch dieses Tor (von Iat-nebes), wenn sie aus der Nekropole der Duat kommen.“